# Saint-Clément-à-Arnes
 Saint-Clément-à-Arnes  là một xã ở tỉnh Ardennes, thuộc vùng Grand Est ở phía bắc nước Pháp.